# ستيف كونينغهام
ستيف كونينغهام (بالإنجليزية: Robert S. Cunningham)‏ هو عالم حاسوب أمريكي، ولد في 1940.